# Abbadia Lariana
Abbadia Lariana – miejscowość i gmina we Włoszech, w regionie Lombardia, w prowincji Lecco.
Według danych na rok 2004 gminę zamieszkiwało 3151 osób, 185,4 os./km².